# Fort Emmanuel

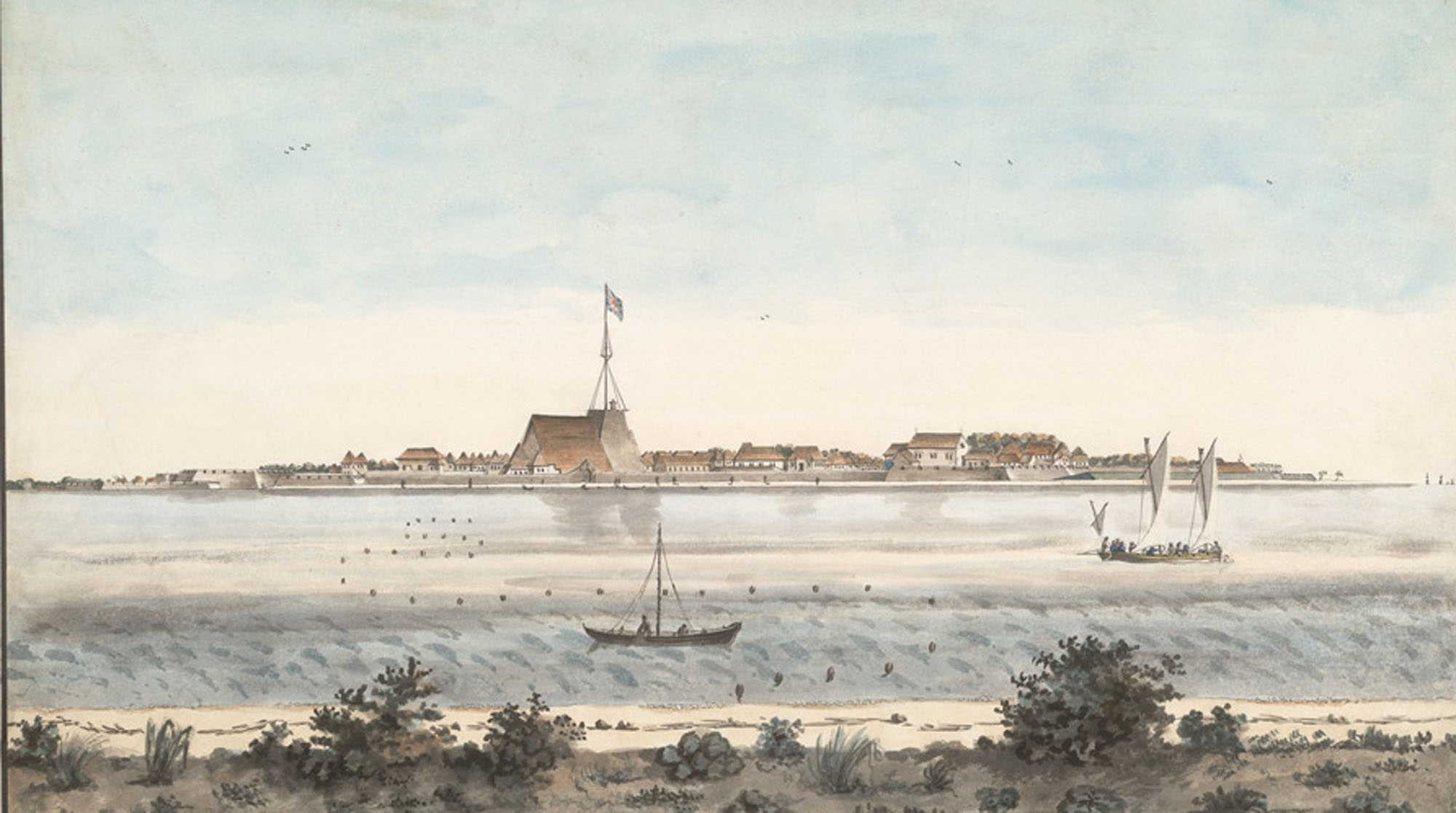
Die Festung um 1800

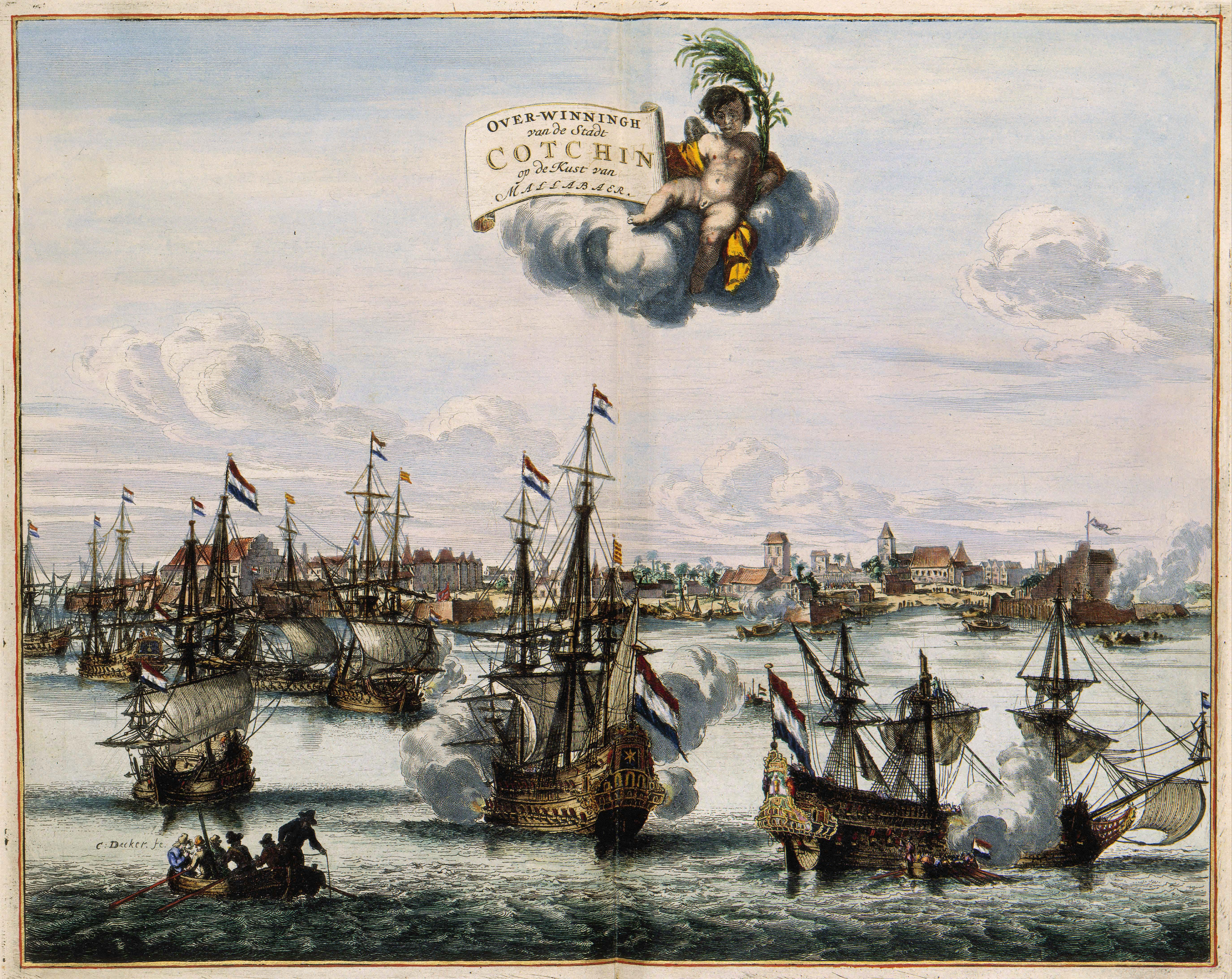
Eroberung der Festung durch die Niederländer 1656

Fort Emmanuel (auch: Fort Emanuel, Fort Manuel oder Fort Immanuel) ist eine zerstörte Festung am Fort-Kochi-Strand in Kochi (Cochin), Kerala, Indien. Sie ist benannt nach Manuel I., dem König von Portugal, und war die erste portugiesische Festung in Asien. Der erste Teil des heutigen Ortsnamens Fort Kochi bezieht sich auf diese Festung. Fort Kochi ist auch als Alt-Kochi oder West-Kochi bekannt und schließt sich nördlich an Mattancherry an. Diese Altstadt ist heute durch seinen Strand, die historische Architektur und viele gastronomische Einrichtungen ein Zentrum des Tourismus in Südindien.

## Geschichte
Im September 1503 erteilte der Raja (König) von Kochi dem portugiesischen Admiral Afonso de Albuquerque die Erlaubnis, an der Küste des Arabischen Meeres eine Festung zu errichten. Mit dem Bau wurde am 26. September begonnen, und "sie hatte die Form eines Quadrats mit flankierenden Bastionen an den mit Geschützen bestückten Ecken". Die Festungswälle bestanden aus doppelten Reihen von Kokospalmstämmen, die fest miteinander verbunden und mit festgestampfter Erde aufgefüllt waren. Die Festung wurde zusätzlich durch einen Wassergraben geschützt. Das Fort wurde am Morgen des 1. Oktober 1503 eingeweiht und nach dem damaligen König von Portugal benannt.
Die Festung befand sich an der Meeresseite einer Halbinsel südwestlich des Kochi-Festlandes. Die Befestigungen wurden 1538 verstärkt. Die Portugiesen bauten ihre Siedlung einschließlich der Franziskanerkirche im Schutze der Festungsmauern. Fort Kochi blieb bis 1663 in portugiesischem Besitz, bis die Niederländer das Gebiet eroberten und die portugiesischen Einrichtungen zerstörten. Die Niederländer besaßen das Fort bis 1795, später übernahmen die Briten nach ihrem Sieg über Tipu Sultan die Herrschaft. Bis zum Jahre 1806 hatten die Niederländer und später die Briten die meisten Festungsmauern und Bastionen abgebaut. Der frühere Verlauf der Mauern kann heute durch eine Reihe von mittlerweile sehr hoch gewachsenen Regenbäumen nachverfolgt werden.
In Alt-Kochi und neben dem Fort-Kochi-Strand gibt es eine teilweise restaurierte Geschützbatterie und andere Überreste von Wällen und Befestigungsanlagen, die heute Touristen-Attraktionen sind.

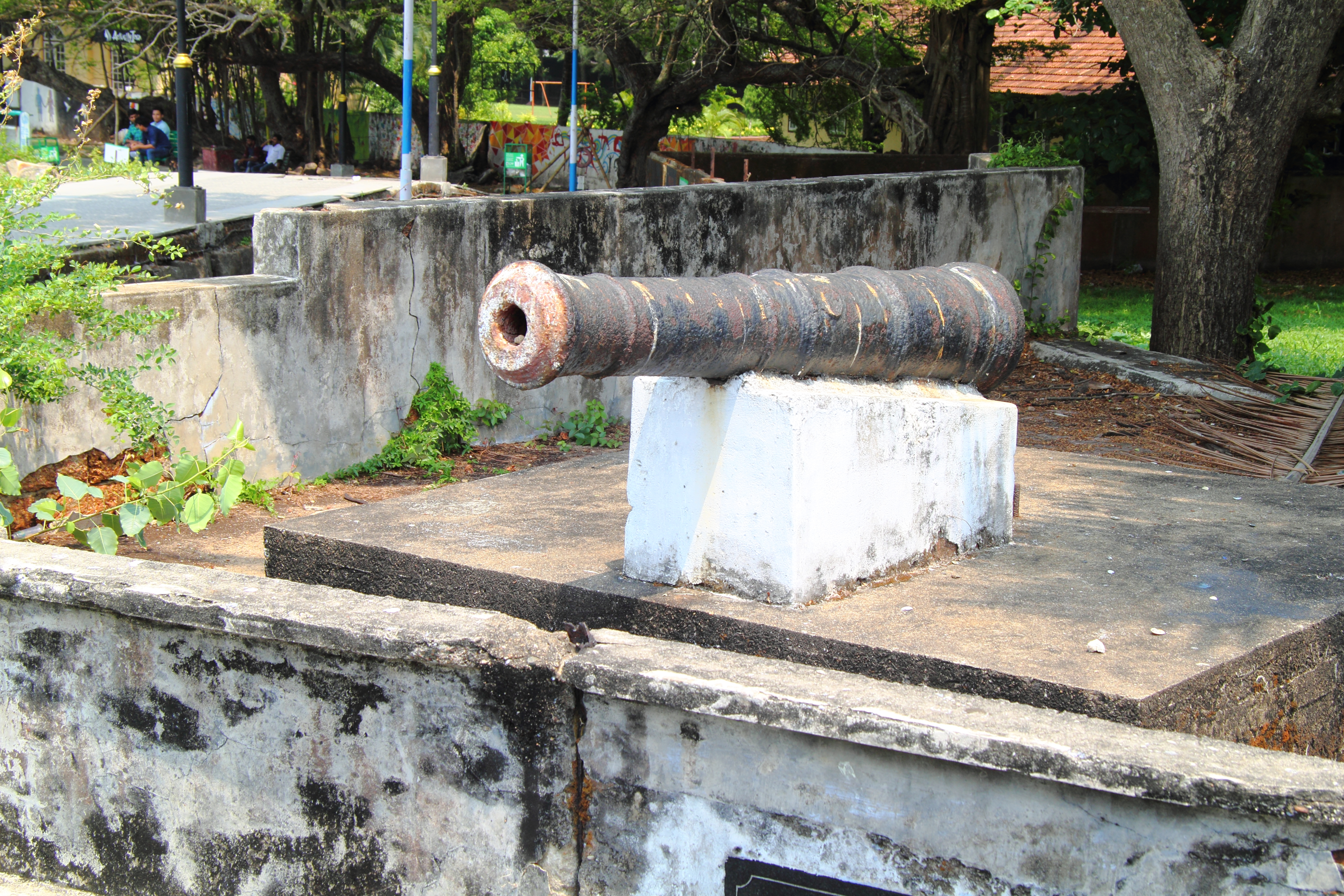
Überreste der alten Festungsanlagen von Fort Emmanuel
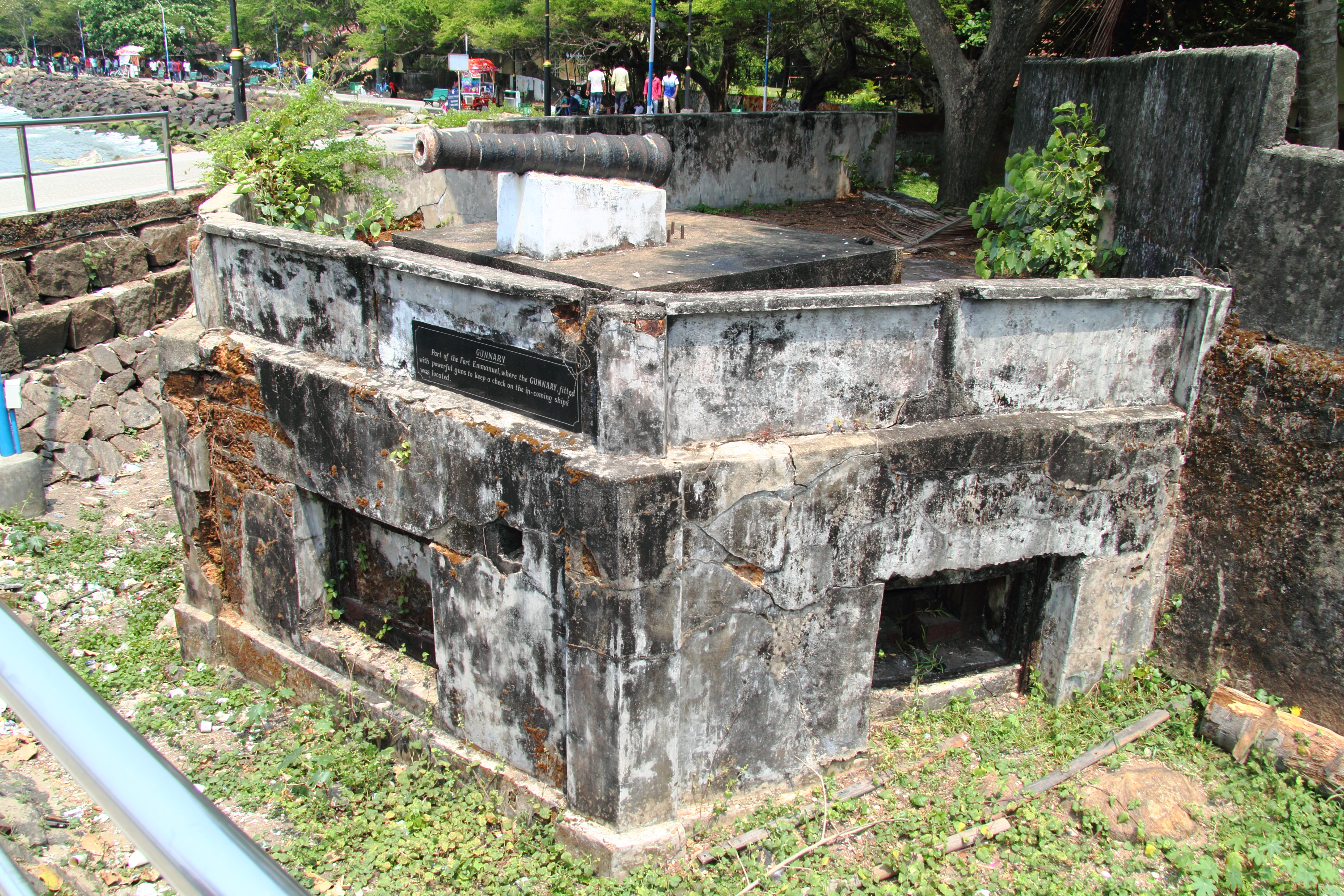